# Habrocestum verattii
Habrocestum verattii là một loài nhện trong họ Salticidae.
Loài này thuộc chi Habrocestum. Habrocestum verattii được Lodovico di Caporiacco miêu tả năm 1936.